# Opera Mundi
Opera Mundi é um portal de notícias brasileiro segmentado, especializado na cobertura de temas internacionais, com foco em política, economia e cultura. Foi fundado em 2008 pelo jornalista  Breno Altman, com uma linha editorial progressista. A redação é sediada em São Paulo e conta com a colaboração de uma rede de correspondentes internacionais e tradutores.
Os jornalistas do portal definem a organização como um projeto jornalístico independente, por não possuir vínculos com grandes grupos econômicos. O portal Opera Mundi é uma publicação da Última Instância Editorial Ltda., empresa que manteve durante anos o site de notícias Última Instância, voltado à cobertura do Judiciário brasileiro. O site está hospedado no UOL e é atualizado diariamente com notícias, artigos de opinião e materiais multimídia, incluindo vídeos e podcasts, disponibilizados em plataformas como YouTube, Facebook, Instagram, Twitter e Spotify.
Em 2014, o portal lançou um livro reunindo reportagens especiais originalmente publicadas nos seis primeiros anos de operação do projeto. Além das matérias enviadas pela rede de colaboradores, a equipe da redação produz textos que utilizam de forma crítica os serviços de agências internacionais como Ansa, Télam, Telesur e Prensa Latina.

## Fundação e contexto histórico
Breno Altman e o jornalista Roberto Cosso fundaram o site Opera Mundi por meio de duas empresas de comunicação: Entrelinhas e Última Instância. As mudanças no cenário internacional e as oportunidades proporcionadas pela redução dos custos de produção da atividade jornalística foram fatores essenciais para a viabilização do projeto. Um terceiro fator relevante foi a avaliação, pelos fundadores, de que não havia na época um veículo de comunicação capaz de noticiar e analisar os acontecimentos mundiais sob "uma perspectiva crítica e brasileira".
A fundação do Opera Mundi se deu em um contexto político e econômico no qual o Brasil ganhava destaque no cenário internacional, sobretudo devido ao boom das commodities na década de 2000 e à política externa adotada pelo governo do presidente Luiz Inácio Lula da Silva entre 2003 e 2010. 
Descrita como altiva e assertiva, a política externa do governo Lula “teve como meta constante ampliar a influência externa do país e trabalhar pela redução das assimetrias internacionais a partir da instrumentalização internacional das políticas domésticas voltadas para a promoção do desenvolvimento inclusivo”. Nesse sentido, o período foi marcado pela mobilização de um discurso que defendia como prioridade das relações internacionais o combate à fome e à pobreza no mundo, promovendo políticas sociais nacionais, entre as quais o Fome Zero e o Bolsa Família, como boas práticas que poderiam ser exportadas para outros países.
Também foi marca desse período o esforço da diplomacia brasileira para defender uma reforma do regime de comércio internacional, de forma a reduzir a proteção que os países ricos davam aos seus produtores agropecuários, e promover mudanças em órgãos como o Conselho de Segurança da ONU.[carece de fontes?] Outro aspecto importante foi a diversificação das relações do Brasil com outros países, fortalecendo as trocas com a América Latina e Caribe, a China e a África. Essa orientação conduziu ao engajamento do Brasil na construção e consolidação de organizações multilaterais, como o Mercosul e a Unasul.[carece de fontes?]
Essas características destoaram da política externa praticada pelo governo anterior, do presidente Fernando Henrique Cardoso, na medida em que não representavam uma compreensão da globalização como fenômeno essencialmente benévolo nem uma naturalização das assimetrias do sistema internacional. O governo de Cardoso muda essa postura somente em seus últimos anos, frente à crise que afetou os países emergentes no final da década 1990.
Faria e Lopes (2019) listam alguns efeitos da política externa do governo Lula que puderam ser observados: 
“o fato de o Brasil ter se tornado um importante, reconhecido e cobiçado provedor internacional de cooperação para o desenvolvimento; o fato de diversas organizações internacionais, como o Banco Mundial, Unicef, PNUD e FAO, apregoarem internacionalmente inovações brasileiras como best practices a serem emuladas; o fato de o Brasil ter sido considerado ‘the softpower great power’ (Dauvergne; Farias, 2012, p.913); e a sugestão de que, na América Latina, o chamado ‘modelo de Brasília’ estaria, ao final da primeira década do século, substituindo o ‘modelo de Washington’.”
O diretor de redação de Opera Mundi, Haroldo Ceravolo Sereza, afirma que o contexto de maior visibilidade e diversidade das relações do Brasil no período despertou no público brasileiro grande interesse pelo noticiário internacional, inclusive por notícias dos países com quem o Brasil privilegiou as relações dentro da estratégia de diplomacia Sul-Sul. Para atender a essa demanda por informação, um dos diferenciais do portal seria justamente a manutenção de uma permanente cobertura dos acontecimentos políticos, econômicos e culturais dos países da América Latina. 
Outra característica relevante da cobertura internacional do site é a alta especialização sobre a situação dos países que não costumam virar pauta nos veículos de comunicação tradicionais. Um exemplo nesse sentido foi a cobertura da guerra da Síria, durante a qual a redação do portal debateu em reuniões de pauta "as tendências intrapartidos, os fatores sociais e econômicos que motivam convulsões no país".
Outro exemplo é apontado por Carvalho (2011). Na cobertura do terremoto no Haiti em janeiro de 2010, o portal publicou matérias sobre a história do país, a revolução que deu fim à colonização escravista pela França e a tragédia humanitária que se seguiu ao terremoto de 2010, não limitando sua produção jornalística às informações factuais sobre o desastre natural.
Opera Mundi também foi o primeiro site do mundo a noticiar que Brasil, Irã e Turquia haviam chegado a um  acordo sobre o manejo do combustível nuclear iraniano. A proposta, no entanto, não produziu resultados devido à desconfiança dos Estados Unidos.

## Mídia alternativa
O portal Opera Mundi se identifica como um veículo de comunicação assumidamente "à esquerda no espectro político" e a política editorial, anunciada sem tergiversações, também identifica o público leitor do site, caracterizado pela militância progressista.
Segundo Douglas Calixto (2014), Opera Mundi se consolidou na esteira do crescimento de blogueiros, mídias sociais, colunistas independentes e da chamada "mídia alternativa", procurando preencher a lacuna de um debate mais diversificado e aprofundado das relações internacionais.
De fato, o projeto de Opera Mundi tem raízes nesse campo. Suas principais referências são iniciativas da imprensa alternativa brasileira da década de 1970, como os jornais Movimento, Versus, Opinião e O Pasquim. Estes veículos da imprensa alternativa tiveram importante contribuição na luta pela redemocratização do Brasil durante o período da ditadura militar inaugurada em 1964. Também são referências importantes iniciativas jornalísticas que datam das décadas de 1980 e 1990, como o site Carta Maior, a revista Caros Amigos, o jornal Brasil Agora e a revista Atenção!. Os dois últimos contaram com o envolvimento direto do fundador do portal - Breno Altman. 
Diferentemente de outros arranjos de comunicação alternativa recentes – como o coletivo Jornalistas Livres, o Opera Mundi possui a forma jurídica de uma associação privada que segue uma hierarquia parecida com as encontradas em redações de grandes empresas de jornalismo. As rotinas de produção, que incluem reuniões de pauta fechadas, apuração e edição, também se assemelham às práticas das grandes redações, embora os jornalistas do site apontem ter mais liberdade para propor assuntos do que teriam nas grandes empresas.
Quanto ao financiamento, as atividades de Opera Mundi são bancadas pela contribuição de apoiadores solidários, venda de anúncios e elaboração de materiais didáticos para escolas particulares. As contribuições mensais de leitores são responsáveis pela manutenção do site há mais de dez anos. O site também já recebeu publicidade estatal, especialmente durante o governo Dilma Rousseff. 
Em artigo publicado no Observatório da Imprensa em 2013, a jornalista Conceição Lemes apontou Opera Mundi como um dos três únicos veículos da “blogosfera progressista” a integrar a lista dos 20 meios de comunicação que receberam mais verbas publicitárias do governo federal em 2012. Lemes nota que os sites Carta Maior, Conversa Afiada e Opera Mundi – os três veículos progressistas na lista dos 20 maiores de 2012 – receberam, juntos, uma soma muito inferior: R$ 2,13 milhões.
Como parâmetro de comparação, a TV Globo recebeu, sozinha, R$ 5,9 bilhões em propaganda estatal no mesmo ano. Apesar de ter sido de a TV que mais perdeu verbas em 2012, o montante recebido pela Globo representou 43,98% do total recebidos pelas emissoras de TV.  Houve, porém, questionamentos sobre os veículos progressistas terem recebido verba desproporcional em relação ao volume de audiência que registravam.

## Parcerias e projetos interativos
Assim como outros arranjos de comunicação alternativa de perfil jornalístico, Opera Mundi participa de coberturas, troca de conteúdo e informação com outros sites. Nesse sentido, Silva (2019) destaca duas experiências: a participação no projeto Conta D’Água, articulado pelos arranjos de mídia alternativa para a cobertura da crise hídrica que atingiu o estado de São Paulo em 2014, e na fundação dos Jornalistas Livres.
Outra parceria digna de nota se deu em 2013. Com o objetivo de avançar investir em produtos audiovisuais, o portal lançou uma iniciativa de educomunicação chamada Aula Pública Opera Mundi. A iniciativa consistia em um programa gravado com plateia que levava sempre um convidado para discutir e aprofundar um tema de relações internacionais apresentado em uma matéria publicada no portal. A cada episódio, o convidado, em geral um professor universitário ou especialista no tema abordado, dialogava com um correspondente internacional do portal e com a plateia. O projeto não exigia qualquer requisito de idade ou escolaridade para a participação do público na plateia.
O programa foi pensado como um produto que seria tanto exibido na TV quanto publicado em vídeo na internet. As primeiras temporadas foram realizadas em parceria com a TV Unesp, emissora sem fins lucrativos mantida pela Universidade Estadual Paulista "Júlio de Mesquita Filho" (Unesp) que transmite em cadeia aberta na cidade de Bauru (SP). Posteriormente, o projeto contou com parcerias com a TVT, com gravações em diversas universidades, entre elas as universidades Metodista de São Paulo e PUC-SP.
Com o fim das Aulas Públicas, após 93 edições, o site lançou o programa 20 Minutos, em que Altman trata de assuntos históricos e de conjuntura, com veiculação exclusiva no Youtube. 
Em 2018, Opera Mundi lançou um mapa interativo da violência política no Brasil, em parceria com o Observatório do Autoritarismo, a Aliança Nacional LGBTI+ e o site De Olho nos Ruralistas. O mapa reuniu casos de violência cometidos contra jornalistas, ativistas, pessoas LGBT e outras após o primeiro turno da eleição presidencial de 2018.
Em 2019, foi lançado um novo programa semanal, ao vivo, Sub40, em que Breno Altman entrevistava jovens militantes, com atuação em diferentes áreas. 

## Revistas agregadas
O portal também mantém duas revistas agregadas em seu conteúdo. A revista eletrônica Samuel, editada em papel entre 2011 (número 0) e 2014 (número 13) e depois apenas dentro do site de Opera Mundi, republicava e divulgava textos de publicações independentes de todo o mundo, seguindo o modelo da norte-americana Utne Reader, da francesa Courrier International e da italiana Internazionale. Este projeto foi interrompido, mas o conteúdo produzido foi incorporado ao site Opera Mundi. Já a revista  Diálogos do Sul, dirigida por Paulo Cannabrava, um dos fundadores da revista Cadernos do Terceiro Mundo, publica análises e opiniões relacionadas à América Latina e aos países do Sul Global. A revista tem duas versões, uma em português e outra em espanhol, ambas apenas digitais.